# Stefan Wagner (Fußballspieler)
Stefan Wagner (* 17. Oktober 1913; † 6. November 2002) war ein österreichischer Fußballspieler.

## Karriere

### Vereine
Wagner spielte von 1933 bis 1935 zunächst für den Zweitligisten 1. Simmeringer SC, bevor er zum SK Rapid Wien wechselte. Von 1936 bis 1943 und von 1945 bis 1950 gehörte er dem Verein an, für den er in den ersten beiden Spielzeiten in der Nationalliga spielte. Mit dem Anschluss Österreichs kam er von 1938 bis 1941 in der Gauliga Ostmark, von 1941 bis 1943 in der Sportbereichsklasse Donau-Alpenland, in einer von 17, später auf 23 aufgestockten Gauligen zur Zeit des Nationalsozialismus als einheitlich höchste Spielklasse im Deutschen Reich, zum Einsatz. Nach dem Ende des Zweiten Weltkriegs spielte er in der ab 1. September 1945 gestarteten und bis Saisonende 1948/49 bestehenden Wiener Liga. Seine letzte Saison, 1949/50, absolvierte er in der Staatsliga. Während seiner Vereinszugehörigkeit bestritt er 122 Punktspiele, acht ÖFB-Cup-Spiele, 16 Spiele in den Endrunden um die Deutsche Meisterschaft, 17 Spiele im Wettbewerb um den Tschammerpokal und gewann sechs Titel. Seine Fußballerkarriere ließ er beim SV Gloggnitz 1951/52 in der Staatsliga B und 1953/54 beim unterklassigen Wiener Verein Rennweger SV 1901 ausklingen.

### Nationalmannschaft
Für die A-Nationalmannschaft bestritt er 1947 zwei Länderspiele. Sein Debüt gab er am 14. September in Wien beim 4:3-Sieg über die Nationalmannschaft Ungarns, sein letztes am 5. Oktober in Prag bei der 2:3-Niederlage gegen die Nationalmannschaft der Tschechoslowakei.

## Erfolge
- Deutscher Meister 1941
- Dritter der Deutschen Meisterschaft 1940
- Gaumeister Ostmark 1940, 1941
- Österreichischer Meister 1938, 1946, 1948
- Zweiter der Österreichischen Meisterschaft 1946

## Tod
Wagner starb am 6. November 2002, rund drei Wochen nach seinem 89. Geburtstag, und wurde am 22. November 2002 am Simmeringer Friedhof (Teil A, Gruppe 22, Reihe 10, Nummer 9) beerdigt.